# Гранатовый браслет
«Грана́товый брасле́т» — повесть Александра Ивановича Куприна, написанная в 1910 году и впервые опубликована в 6-м сборнике альманаха «Земля» в 1911 году. Основана на реальных событиях.

## Сюжет
В день своих именин княгиня Вера Николаевна Шеина получила от своего давнего анонимного поклонника в подарок золотой браслет с пятью крупными гранатами-кабошонами густо-красного цвета, окружающими зелёный камень — гранат редкого сорта. Будучи замужней женщиной, она посчитала себя не вправе получать какие-либо подарки от посторонних мужчин. Точное имя того, кто подарил ей этот подарок, не было указано.
Её брат, Николай Николаевич, помощник прокурора, вместе с её мужем, князем Василием Львовичем, нашёл отправителя, оказавшегося скромным чиновником Георгием Желтковым. Много лет назад он случайно на цирковом представлении увидел в ложе княгиню Веру и влюбился в неё чистою и безответною любовью. Желтков стал писать ей ещё до её замужества, но после письма княгини с просьбой прекратить это делать позволял себе писать ей письма только несколько раз в год, на большие праздники.
Когда брат княгини, Николай Николаевич, явившись в жилище Желткова вместе с мужем, вернул ему гранатовый браслет и в разговоре упомянул о возможности обращения к властям с жалобой, чтобы, как он выразился, прекратить преследование княгини Веры Николаевны, Желтков попросил разрешения мужа и брата княгини написать ей последнее письмо. В нём он пишет, что для него вся жизнь заключается только в ней, Вере Николаевне: «Это любовь, которою Богу было угодно» за что-то его вознаградить. Уходя, он в восторге повторяет: «Да святится имя Твоё». Если она вспомнит о нём, то пусть сыграет ре-мажорную часть бетховенской «Сонаты № 2». Он от глубины души благодарит её за то, что она была единственной его радостью в жизни. Затем он отнёс квартирной хозяйке возвращённый ему браслет с просьбой повесить украшение на икону Божьей Матери (по католическому обычаю), заперся в своей комнате и застрелился, чтобы княгине Вере «жилось спокойно». Он сделал это всё из-за любви к Вере и ради её блага. Желтков оставил предсмертную записку, в которой объяснил, что застрелился якобы по причине растраты казённых денег.
Вера Николаевна, узнав о смерти Желткова, спросила разрешения мужа и поехала на квартиру самоубийцы, чтобы посмотреть хотя бы раз на человека, который столько лет безответно любил её. Вернувшись домой, она попросила Женни Рейтер сыграть что-нибудь, не сомневаясь, что та сыграет именно ту часть сонаты, о которой писал Желтков. Сидя в цветнике под звуки прекрасной музыки, Вера Николаевна прижалась к стволу акации и плакала. Она поняла, что та любовь, о которой говорил ей друг её семьи, пожилой генерал Аносов, — такая, о которой мечтает каждая женщина, — прошла мимо неё. Когда пианистка закончила играть и вышла к княгине, та стала целовать её со словами: «Нет, нет, — он меня простил теперь. Всё хорошо».

## Герои
- Князь Василий Львович Шеин — губернский предводитель дворянства.
- Вера Николаевна Шеина — жена князя Шеина, получающая письма от Желткова.
- Георгий Желтков — чиновник контрольной палаты, безнадёжно влюблённый в Веру.
- Анна Николаевна Фриессе — сестра Веры, не любит своего мужа.
- Николай Николаевич Мирза-Булат-Тугановский — брат Веры и Анны, товарищ прокурора.
- Генерал Яков Михайлович Аносов — военный товарищ отца Веры и Анны, крёстный Анны.
- Людмила Львовна Дурасова — сестра Василия Шеина.
- Густав Иванович Фриессе — муж Анны Николаевны.
- Понамарёв — штабной полковник, друг Аносова.
- Бахтинский — гвардейский царский поручик, друг Аносова.
- Женни Рейтер — пианистка.
- Лука — повар.
- Васючок — молодой шалопай и кутила.

## Интерпретации
В большинстве работ о «Гранатовом браслете» в качестве его главной идеи обсуждается преображающая сила любви, придающая масштаб фигуре Желткова и отбрасывающая отсвет на однообразное, заурядное в остальном существование княгини Веры. 
Встречаются, однако, и иные трактовки «Гранатового браслета»: так, Д. В. Кузьмин предлагает «разобраться, кто в нём подлинный герой: незадачливый влюблённый чиновник, на свой лад стремившийся довести до сведения дамы сердца, что „в таком-то городе живёт Пётр Иванович Бобчинский“, или муж героини, всякое действие или бездействие которого определяется желанием счастья для своей не слишком внимательной к нему супруги».
Тема любви, по мнению Л. А. Смирновой, с одной стороны, «позволила писателю утвердить свои гуманистические идеалы: нравственно-эстетическую ценность земного бытия, способность и устремлённость человека к высоким и самоотверженным чувствам, а с другой стороны — обнаружить во внутреннем мире личности мрачную печать противоречий эпохи».

## Критика
Вскоре после появления «Гранатового браслета» М. Горький писал Е. К. Малиновской: «А какая превосходная вещь „Гранатовый браслет“… Чудесно! И я рад, я — с праздником! Начинается хорошая литература».

## Адаптации
- «Гранатовый браслет» (фильм, 1915).
- «Гранатовый браслет» (фильм, 1964).
- «Куприн» (2014).
- В 2013 году на сцене иркутского музыкального театра им. Н. М. Загурского состоялась мировая премьера балета «Гранатовый браслет» (музыка: Константин Артамонов, либретто: Людмила Цветкова).

## Памятники
На Театральной площади в Гатчине — городе, где жил и творил Александр Иванович Куприн — 28 июля 2017 года была установлена скульптурная композиция из металла «Мужчина и женщина». Она посвящена героям повести Вере Шеиной и Григорию Желткову. Автор — художник по металлу, кузнец Тимур Садуллаев.